# Tour del Porvenir 2020
La 57.ª edición del Tour del Porvenir (nombre oficial en francés: Tour de l'Avenir), debió ser una carrera de ciclismo en ruta por etapas que se celebraba entre el 14 y el 19 de agosto de 2020 en Francia con inicio en la población de Château-Thierry y final en la estación de esquí de Arc 1800 de la población de Bourg-Saint-Maurice sobre un recorrido total de 721 kilómetros.
La carrera formaría parte del UCI Europe Tour 2020, dentro de la categoría UCI 2.Ncup (Copa de las Naciones UCI sub-23 limitada a corredores menores de 23 años.)
El Tour del Porvenir es la competencia más importante del mundo para corredores juveniles bajo la organización de los mismos del Tour de Francia, en ella intervenían selecciones nacionales y equipos ciclistas sub-23 invitados por la organización.
Ante la imposibilidad para garantizar las condiciones de seguridad de los 23 equipos participantes, así como la debida aplicación y riguroso cumplimiento de protocolos de bioseguridad para garantizar la salud de los ciclistas y todo el personal logístico, la empresa organizadora anunció la cancelación de la edición 2020. La prueba que inicialmente fue postergada y reducida en su número de etapas pasando de 10 como era habitual a sólo 6 etapas posteriormente; debido a la pandemia de coronavirus en el mundo que afectó significativamente al deporte mundial, esta edición no se realizará en esta oportunidad y la empresa organizadora informó que piensa en su realización en el 2021.

## Recorrido
El Tour del Porvenir disponía de seis etapas, dividido en una etapa llana, dos etapas de media montaña, dos etapas de alta montaña, y una contrarreloj individual para un recorrido total de 721 kilómetros.
| Etapa     | Fecha     | Recorrido                                                | type                    | Distancia (km) | Ganador | Líder |
| --------- | --------- | -------------------------------------------------------- | ----------------------- | -------------- | ------- | ----- |
| 1.ª etapa | 14 de ago | Château-Thierry – Bar-sur-Aube                           | etapa llana             | 167            |         |       |
| 2.ª etapa | 15 de ago | Champagnole – Septmoncel                                 | etapa escarpada         | 140            |         |       |
| 3.ª etapa | 16 de ago | Divonne-les-Bains – Col de la Faucille                   | contrarreloj individual | 20             |         |       |
| 4.ª etapa | 17 de ago | Saint-Vulbas – Saint-François-Longchamp                  | etapa de media montaña  | 191            |         |       |
| 5.ª etapa | 18 de ago | La Tour-en-Maurienne – Estación de esquí de La Toussuire | etapa de montaña        | 69             |         |       |
| 6.ª etapa | 19 de ago | Saint-Michel-de-Maurienne – Arc 1800                     | etapa de montaña        | 134            |         |       |